# 衣通真由美
衣通 真由美（そとおり まゆみ、1947年11月4日 - ）は、日本の女優。本名は真室 祐三子 。大阪府泉大津市出身。元宝塚歌劇団娘役。51期生。

## 人物・略歴
- 1963年、宝塚音楽学校入学。
- 1965年、51期生として宝塚歌劇団に入団。花組公演『われら花を愛す/エスカイヤ・ガールス』で初舞台を踏む。当時の芸名は衣通 月子（そとおり つきこ）。宝塚入団時の成績は54人中4位[2]。星組に配属され、娘役スターとして活躍。
- 1977年8月31日、東京宝塚劇場『風と共に去りぬ』千秋楽をもって退団[2]。
- 退団後は、六本木オフィス演劇部に所属し[1]、舞台、テレビドラマなどで活動する。テレビドラマで、唯一の主演作に『愛のファインダー』がある。退団後の芸名は、本名である真室の「ま」と祐三子の「ゆみ」を取って、真由美（まゆみ）とした。
- 特技は日本舞踊。
- 弟がいる[1]。

## 出演

### テレビドラマ
- 愛のファインダー（1976年、KTV） - 主演
- 連続テレビ小説 （NHK）
  - 鮎のうた（1979年 - 1980年）
  - 京、ふたり（1990年 - 1991年）
  - 春よ、来い（1994年 - 1995年）
  - 芋たこなんきん（2006年 - 2007年） - 二ノ宮かなえ
- スカイライダー 第29話「初公開! 強化スカイライダーの必殺技」（1980年、MBS） - ガイド
- 水戸黄門 第11部 第12話「瞼の父は用心棒 -宮古-」（1980年11月3日、TBS / C.A.L） - 八重 ※衣通月子名義
- 源九郎旅日記 葵の暴れん坊 第13話「葵咲かせた白頭巾」（1982年、ANB）
- 銭形平次 第826話「地震殺人事件」（1982年、CX） - お時
- 暴れん坊将軍シリーズ（ANB / 東映）
  - 暴れん坊将軍II
    - 第27話「鬼退治! 雨のオランダ屋敷」（1983年） - はつ
    - 第116話「戦慄! 湯の里の美少女」（1985年） - うた
    - 第129話「夜空燃ゆ! 呪いのほうき星」（1985年） - お銀
    - 第172話「め組が消えた異変街道!」（1986年） - おしま

  - 暴れん坊将軍III
    - 第11話「河原の黄金を盗んだ奴!」（1988年） - お国

  - 暴れん坊将軍IV
    - 第67話「謎! 流人船、いずこへ」（1991年） - お吉
- 花王 愛の劇場（TBS）
  - 花さくらんぼ（1984年）
  - お鏡（1985年）
- 江戸を斬るVII（1987年、TBS） - お松
- 裸の大将 （KTV / 東阪企画）
  - 第55話「清の桃太郎鬼退治」（1992年） - 八重子
  - 第67話「清の焼おにぎり」（1994年） - 旅館の女将
- 火曜サスペンス劇場（NTV）
  - 「犯罪心理分析官」（1994年10月11日）
  - 「女弁護士・高林鮎子20・豊肥本線早春の死角 アリバイ崩しを拒むスナップ写真の壁」（1997年3月11日）
  - 「監察医・室生亜季子26・日焼けした死体」（1999年10月5日）
- 月曜ドラマスペシャル （TBS）
  - 「湯けむり仲居純情日記3・えっプロポーズ!?富士子さん今宵は熱海で大暴れ」（1994年）
  - 「万引きGメン二階堂雪3・虚栄心」（1999年）
  - 「弁護士高見沢響子3・息子をリンチ殺害された母が報復殺人に走った!」（2000年） - 蓮見怜子
- ドラマ30 （MBS）
  - 危険な再会（1993年）
  - ああ嫁姑（1999年）
  - 君のままで（2000年） - 美智子
  - ピュア・ラブシリーズ1〜3（2002年 - 2003年） - 成田牧子
- 利家とまつ〜加賀百万石物語〜（2002年、NHK大河ドラマ） - えい
- 土曜ワイド劇場（テレビ朝日）
  - 「内田康夫サスペンス・福原警部2」（2010年）

### その他テレビ番組
- クイズ!脳ベルSHOW（2017年、BSフジ ）

### 舞台
宝塚時代
- 『追憶のアンデス』 - 新人公演：マルガ 役（本役：司このみ）（1968年6月1日 - 27日、宝塚大劇場）
- 『千姫』 - 新人公演：ちょぼ 役（本役：五十路まり）（1968年10月1日 - 30日、宝塚大劇場）
- 『シルクロード』（1969年3月27日 - 4月24日、宝塚大劇場）
- 『恋に朽ちなん』 - 新人公演：二条頼子 役（本役：瑠璃豊美）/『ハロー!タカラヅカ』（1970年5月8日 - 28日、宝塚大劇場）
- 『僕は君』 - 新人公演：マリグーサ 役（本役：初風諄）/『ザ・ビッグ・ワン』（1970年8月1日 - 31日、宝塚大劇場）
- 『星の牧場』 - マキ 役/『オー!ビューティフル』（1971年1月30日 - 2月25日、宝塚大劇場）
- 『いのちある限り』 - 八重 役/『ノバ・ボサ・ノバ』 - ボーロ 役（1971年5月29日 - 6月29日、宝塚大劇場）
- 『我が愛は山の彼方に』 - 楚春 役/『マイ・ブロードウェイ』（1971年5月29日 - 6月29日、宝塚大劇場）
- 『愛のコンチェルト』（1972年1月1日 - 27日、宝塚大劇場）
- 『美しき日本』/『さすらいの青春』（1972年7月1日 - 27日、宝塚大劇場）
- 『花の若武者』/『アラベスク』（1972年11月2日 - 30日、宝塚大劇場）
- 『花かげろう』/『ラ・ラ・ファンタシーク』（1973年3月24日 - 4月25日、宝塚大劇場）
- 『この恋は雲の涯まで』 - チャレンカ 役（1973年8月29日 - 9月27日、宝塚大劇場）
- 『浮舟と薫の君』 - 浮舟 役 /『ゴールデン・サウンド』（1973年12月5日 - 23日、宝塚大劇場）
- 『清く正しく美しく』/『虞美人』 - 桃娘 役（星・花組公演、1974年3月23日 - 4月25日、宝塚大劇場）
- 『アルジェの男』 - アナ・ベル 役/『ジュジュ』（1974年7月26日 - 8月27日、宝塚大劇場）
- コマ歌舞伎公演『次男坊（こぼんさん）』/『雪・月・花』（1974年11月1日 - 27日、梅田コマ劇場）
- 西郷輝彦特別公演（1975年1月2日 - 28日、梅田コマ劇場）
- 橋幸夫特別公演『ご存知金さん捕物帳ーさくら吹雪江戸っ子奉行』/『’75橋幸夫と共に』（1975年3月2日 - 28日、明治座）
- 『屋根裏の妖精たち』 - シンシア 役/『マイ・ハイ・スイング』（1975年5月14日 - 7月1日、宝塚大劇場）
- 『美しく青きドナウ』 - オルガ 役/『ザッツ・ファミリー』（1975年11月13日 - 12月14日、宝塚大劇場）
- 『ベルサイユのばらIII』  - ロザリー 役（1976年3月25日 - 5月12日、宝塚大劇場）
- 『夕陽のジプシー』 - テーリ 役/『ハッピー・トゥモロー』（1976年10月1日 - 11月9日、宝塚大劇場）
- 『風と共に去りぬ』  - ベル・ワットリング 役（1977年5月12日 - 6月28日、宝塚大劇場）＊退団公演

宝塚退団後
- 雪之丞変化
- オズの魔法使い
- 雨の夏、三十人のジュリエットが還ってきた
- 売れっ子芸者奮闘記
- 源氏物語
- 喜劇「女房は幽霊」（2011年9月6日 - 25日、京都四條南座）
- 吉野まほろば物語（2014年4月、大阪新歌舞伎座）
- 雲の上の青い空（2016年7月、大阪新歌舞伎座）

### レコード
- 「街角」（作詞・有馬三恵子、作曲・鈴木征一、編曲・土田治一）